# 法兰兹-卡尔迪西效应
法兰兹-卡尔迪西效应（英語：Franz-Keldysh effect）是指在强电场（一般在百伏电压）作用下，导致半导体吸收边形状的改变，及引起其折射率相应变化的现象。它是德国物理学家沃尔特·法兰兹和俄国物理学家莱奥尼德·卡尔迪西于1957-1958年间先后独立发现的。而以他们二人的名字命名。
卡尔·波尔最先观察到光的吸收边随电场大小而改变。但自法兰兹和卡尔迪西二人发现高场下光吸收边改变的现象后，则把半导体吸收边随电场变化的现象称为法兰兹-卡尔迪西效应。
法兰兹-卡尔迪西效应和量子阱的斯托卡效应二者都可用作电-吸收调制器。但用法兰兹-卡尔迪西效应制造调制器要求外加的电压高达百伏量级，不适用于商业。